# حاجبية بنية
الحاجبية البنية أو الفُل (باللاتينية: Ophrys fusca) نوع نباتي ينتمي إلى جنس الحاجبية من الفصيلة السحلبية.
تتبعه الأنوعة التالية:
- حاجبية بنية نمطية (باللاتينية: Ophrys fusca Link subsp. fusca) في بلاد الشام
- حاجبية بنية نمطية رمادية الأوراق (باللاتينية: Ophrys fusca subsp. cinereophila) في بلاد الشام
- حاجبية بنية نمطية سوسنية (باللاتينية: Ophrys fusca subsp. iricolor) في بلاد الشام
- حاجبية بنية نمطية شاحبة (باللاتينية: Ophrys fusca subsp. pallida (Raf.) E. G. Camus) في المغرب العربي